# 316202 Johnfowler
316202 Johnfowler è un asteroide della fascia principale. Scoperto nel 2010, presenta un'orbita caratterizzata da un semiasse maggiore pari a 2,7744070 UA e da un'eccentricità di 0,0811373, inclinata di 3,82772° rispetto all'eclittica.